# Astilodes mariae
Genre
Espèce
Astilodes mariae, unique représentant du genre Astilodes, est une espèce d'araignées aranéomorphes de la famille des Salticidae.

## Distribution
Cette espèce est endémique du Queensland en Australie.

## Description
La carapace du mâle holotype mesure 1,50 mm de long sur 1,09 mm et l'abdomen 2,70 mm de long sur 0,78 mm et la carapace de la femelle paratype mesure 1,40 mm de long sur 1,09 mm et l'abdomen 3,01 mm.

## Étymologie
Cette espèce est nommée en l'honneur de Maria Żabka, la fille de Marek Żabka.

## Publication originale
- Żabka, 2009 : Salticidae (Arachnida: Araneae) from Oriental, Australian and Pacific regions: Astilodes and Urogelides, new genera from Australia. Insect Systematics & Evolution, vol. 40, no 4, p. 349-359 (texte intégral).